# Jennifer Hamson
Jennifer Dawn Hamson (Lindon, 23 gennaio 1992) è un'ex cestista e pallavolista statunitense, di ruolo centro nella pallacanestro e opposto nella pallavolo.

## Carriera

### Pallacanestro
È stata selezionata dalle Los Angeles Sparks al secondo giro del Draft WNBA 2014 con la 23ª chiamata assoluta.

### Pallavolo

#### Club
Jennifer Hamson muove i suoi primi passi nella pallavolo giocando a livello giovanile con lo Utah Elite e a livello scolastico con la Pleasant Grove HS. Dopo il diploma gioca a livello universitario nella NCAA Division I con la Brigham Young, dal 2010 al 2014, saltando l'annata 2013 per dedicarsi esclusivamente alla pallacanestro durante il suo senior year: ritorna a giocare a pallavolo come redshirt senior l'anno seguente, raggiungendo la finale nazionale; nel corso della sua carriera universitaria riceve diversi riconoscimenti individuali.
Dopo essersi ritirata nella pallacanestro, in cui era attiva come professionista da quattro anni, nella stagione 2018-19 inizia la carriera da pallavolista professionista col Wiesbaden, nella 1. Bundesliga tedesca, dove gioca anche nella stagione seguente, ma con l'MTV Stoccarda.

## Palmarès

### Pallavolo

#### Premi individuali
- 2012 - All-America First Team
- 2012 - NCAA Division I: Omaha Regional All-Tournament Team
- 2014 - All-America First Team
- 2014 - NCAA Division I: Seattle Regional MVP
- 2014 - NCAA Division I: Oklahoma City National All-Tournament Team